# Історія Швеції
Історія Швеції

## Доісторичні часи
У пребореальний період голоцену після останнього льодовикового періоду в XI тисячолітті до н. е. вперше заселена людьми ранньомезолітичної культури Фосна—Хенсбака.
Палеогенетикам вдалося отримати ДНК трьох осіб, які жили близько 9880-9540 років тому, із слини фрагментів дьогтю мезолітичної стоянки Хасебе-Клев (Huseby Klev), що на заході Швеції. У всіх трьох індивідуумах мтДНК належала до гаплогрупи U5.
В епоху неоліту на півдні Швеції існувала мегалітична культура лійчастого посуду, характерними пам'ятками якої в Скандинавії є дольмени — кам'яні гробниці — каірни. На сході Швеції — культура ямково-гребінцевої кераміки (ймовірно фіно-угорські народи). В середньому неоліті поселення культури ямної кераміки і культури лійчастого посуду були сусідами на території сучасної південної Швеції.

## Заселення германцями

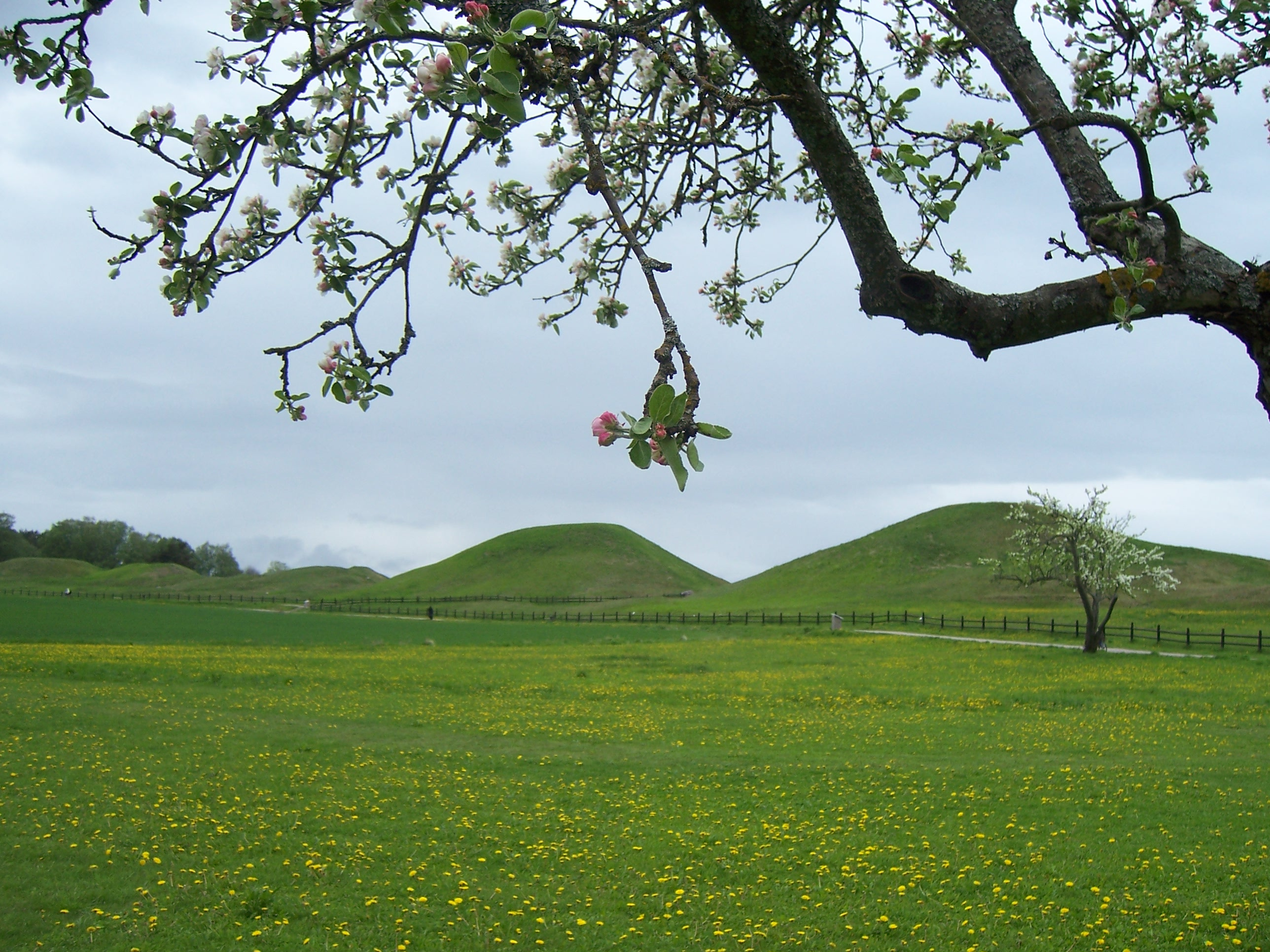
Стара Уппсала — перша столиця Швеції.

Приблизно в 2800-х роках до н. е. на територію Скандинавії проникла індоєвропейська культура бойових сокир. Бронза і залізо доставлялися з півдня. У Швеції зосереджені пам'ятники загальнонімецької рунічної писемності I тис. н. е. Комунікація і етнічна консолідація проходили уздовж водних шляхів: данці навколо проток, шведи — навколо озер Меларен, Венерн і Веттерн.

## Середньовіччя

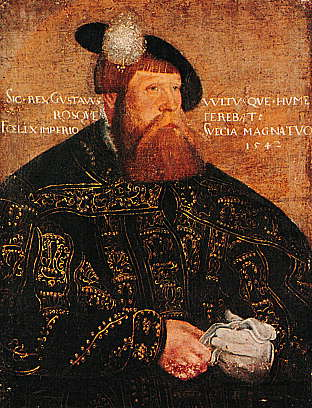
Густав І Ваза

### Вендельский період
Згідно з найдавнішими джерелами, у VI столітті н. е. визначилися два головних племені: геати на півдні (Йоталанд) і свеї на півночі (Свеаланд). Серед останніх, згідно з англійськими джерелами, піднявся рід Скільфінгар, який і поширив свою владу до самого Йоталанду. Згідно з давніми шведськими джерелами, володіння і геатів, і свеїв розпалися на дрібні князівства (конунгства), що відповідали нинішнім «ландскапам» (областям), але в Упсалі перебував «двір богів», куди сходилися для жертвоприношень і рад всі конунги та племена. Мало-помалу цей «двір богів» отримував все більше і більше багатств і земель, поки, нарешті, конунг упсальский Інг'яльд Підступний, останній з чоловічого коліна роду Інглінгів, не відчув себе в силах помірятися з іншими конунгами.
Інг'яльд Підступний підпорядковуючи силою та хитрістю володіння конунгів, власне, і поклав підставу об'єднанню шведської держави, що відноситься істориками приблизно до 700 року н. е. Кордони Швеції того часу значно відрізнялися від сучасних, так як південна частина Сконе і Галланд належали тоді Данії, а північні провінції не були ще об'єднані. Панування стародавнього упсальського княжого роду не припинялося в Швеції до 1060 року, збігаючись із знаменною для всієї Європи «епохою вікінгів» (800—1060 рр.). З цього роду походили і величний конунг того часу Ерік VI Переможець, під час довгого і славного правління якого Швеція досягла статусу наймогутнішої держави Півночі, підпорядкувавши собі і Данію, — і конунг Швеції Олаф, що перший прийняв християнство (1008).

### Епоха вікінгів
Епоха вікінгів стала періодом найбільшого розвитку і напруги духовних і фізичних сил скандинавського племені, що викликало згодом відоме виснаження сил народу і зменшення його чисельності. Фатальний вплив на давньопівнічну культуру мало також зіткнення язичництва з християнством, що поширювалися після Карла Великого з непереборною силою за північ Європи. Святий Ансгар, «апостол Півночі», ще в 830 році зробив спробу насадити в Швеції християнство, але його впровадження зайняло тривалий час.

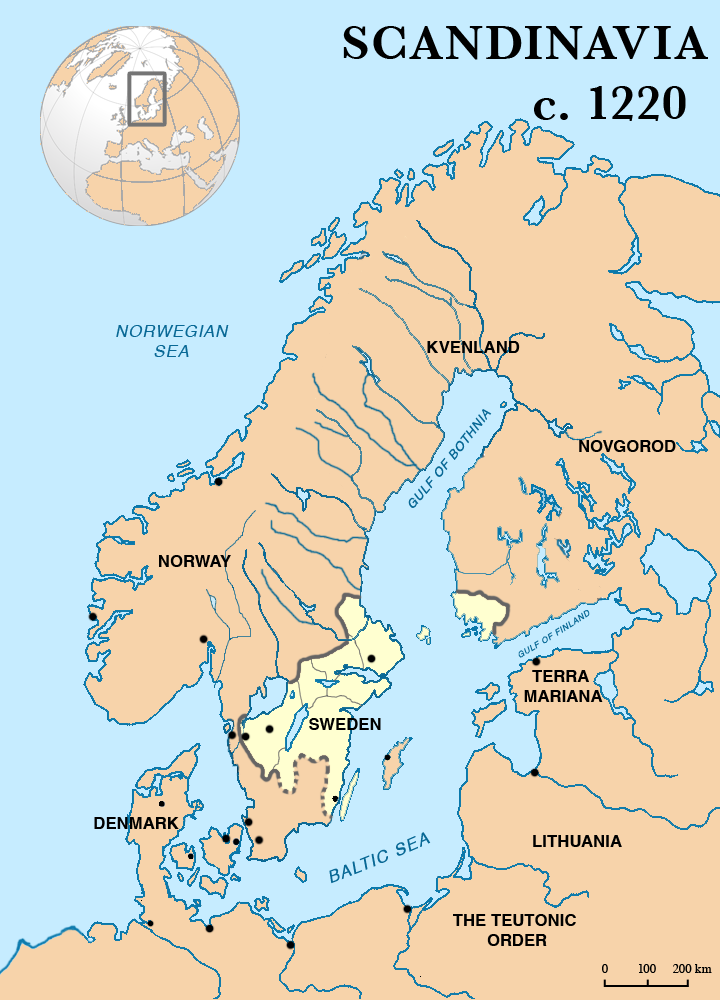
Швеція у 1220 р.

Лише в кінці XI століття колишній релігії було завдано рішучий удар спаленням стародавнього упсальського «двору богів» (при конунзі Інге Старшому). Перехідний час від падіння традиційної релігії до епохи остаточного запровадження християнства на Півночі (1060—1250) відзначено серйозними і тривалими внутрішніми розбратами, що викликані були з одного боку боротьбою двох релігій, старої і нової, з іншого — боротьбою найсильніших князівських династій через верховне панування в країні.
Під час цих чвар мало-помалу і встановився в Швеції принцип надавання верховної владу в Швеції конунгам з трьох могутніх династій, які мали імена родоначальників-конунгів: Стенкіля (1060—1125), Сверкера та Еріка (1130—1250). Рішуче утвердження християнства у формі католицтва в Швеції відноситься власне до 1248 року, коли була остаточно затверджена (на соборі в Шенінзі) церковна ієрархія і прийнято безшлюбність духовенства. Швеція таким чином стала однією з останніх західноєвропейських країн, що підкорилися могутності римської церкви. Римо-католицьке духовенство ніколи, втім, не мало в Швеції такої сили, як в інших країнах.
На зміну військовій демократії (тінги) приходить аристократія із заможних селян. Естерйотландська династія Фолькунгів з 1250 призначає і змінює конунгів. До найбільш знаменитих особистостей цього часу історія визначає Еріка Святого, одного з виборних королів Швеції, що здійснив хрестовий похід в язичницьку Фінляндію (1160), і місіонерів: німців Зігфріда та Стефана, англійця Ескільда, шведа Ботвіда. До видатних подій треба віднести битву під Леною в Вестерйотланді (1208), коли шведи знищили данське військо, що прийшло на допомогу одному з конунгів-претендентів на верховну владу у Швеції. Подія це увічнена народною пам'яттю в переказах і піснях.
В епоху панування династії Фолькунгів (1250—1389), найвидатнішим представником якої був ярл Біргер, що правив Швецією як опікун свого сина Вальдемара (1250-66), першого короля з роду Фолькунгів, і саме він поклав початок завоюванню Фінляндії, Швеція стала входити все в більш близькі стосунки з Європою, пристосовуючись до нових умов і перетворюючись по зразку інших держав. Відбулося остаточне розділення станів; католицька церква утворила справжню «державу в державі», а дворянство привласнило собі вирішальну владу в країні, розпоряджаючись і народом, і часто навіть самим королем. Торгівля і внутрішня, і зовнішня, розвинулася; виникли нові міста; народонаселення збільшилася як шляхом природного приросту, так і шляхом переселення чужинців, переважно німців з ганзейских міст, які і поклали початок розвитку гірничої справи у Швеції. Загальний культурний прогрес позначився і в галузі законодавства; було покращено становище жінки, скасовано рабство, стародавні регіональні закони зведені в 1347 році в одне ціле, і це звід законів наприкінці XIV століття прийнятий по всій Швеції, і цим буд здійсненний важливий крок до об'єднання провінцій в одну державу.
Визначне становище дворянства ще зміцнилося привілеями, які були даровані наступником Вальдемара, королем Магнусом Ладулосем (1275-90), який позбавив податків тих, хто ніс військову службу вершником, і роздавав лени (земельні округи) в нагороду за державну службу. Землі, втім, не стали спадковим надбанням, внаслідок чого Швеція позбулася пут феодалізму. Біргер Магнусон, за малоліттям якого правив Торґільс Кнутсон, значно збільшив володіння Швеції в Фінляндії, завоювання і хрещення якої завершив сам Біргер. Біргер за порадами своїх братів обезголовив свого колишнього опікуна і регента, після чого йому самому довелося вступити в запеклу боротьбу з братами, яка закінчилася смертю для них і вигнанням для нього.
В королі був обраний його 3-річний племінник Магнус IV Еріксон (1319), який в 1332 році відвоював у Данії Сконе, Блекінге та Галланд; але за відсутністю сухопутного сполучення, провінції ці скоро знову відійшли до Данії. Пануючи над обома берегами Зунда, Данія могла на свій розсуд сприяти або перешкоджати морській торгівлі Швеції, внаслідок чого між Швецією і Данією протягом сторіч йшла безперервна боротьба за панування над Балтійським морем. Задля забезпечення собі зв'язків із Європою Швеції доводилося мати дружні стосунки з Ганзою та голштинськими графами; вступ шведських королів в родинні зв'язки з царюючими династіями Гольштейну, Данії і Норвегії; вона ж обумовлювала завойовницькі спроби Швеції по відношенню до Росії, які були, проте, відбиті Новгородом.
В 1363 Магнус IV Еріксон був скинутий з престолу дворянством, посиленню влади якого, крім згаданих причин, чимало сприяли злощасні «братні чвари» (як, наприклад, між королем Біргером і його братами). На місце скинутого короля дворяни обрали Альбрехта Мекленбургского (1363—1389), щоб правити від його імені на власний розсуд. Час правління Альбрехта збігається з періодом найбільшого занепаду в Швеції королівської влади і найбільшої могутності дворянства, від чого було мало користі країні. Зрештою шведські вельможі скинули і Альбрехта. В цей час останньою представницею стародавніх королівських династій всіх трьох північних країн, була данська королева Маргарита, якій і вдалося залучити на свою сторону шведських вельмож, а потім і об'єднати під своєю владою всі три північні держави.

### Епоха Кальмарської унії
Ця унія (союз) — остання епоха середньовічної історії Швеції, так звана епоха Кальмарської унії (1389—1523). Крім згаданих уже видатних представників епохи Фолькунгів — Ярла Біргера, Магнуса Ладулоса і Торґільс Кнутсона, людей високо обдарованих з рідкісною для того часу опікою про добробут простого народу, залишила слід в історії також св. Біргитта, перша з часів вікінгів, життя і діяльність якої мали міжнародне значення (див. Шведська література і наука).
Хоча всі три об'єднані нації під скіпетром королеви Маргарити перебували в близькій кровній спорідненості, говорили майже однією мовою, мали майже одні й ті ж звичаї, звичаї і закони, проте розвиток кожної з них, як держави, йшов своїм шляхом: Данія рухалася на південь, Норвегія на захід, Швеція і на південь, і на захід, але переважно на схід. Дійсному об'єднанню перешкоджали також великі відстані і недосконалість шляхів сполучення.
Найближчий наступник Маргарити, Ерік Померанський (1412—1439), своїми феодальними прагненнями і потуранням данським намісникам довів шведський народ до повстання (1434—1436), на чолі якого став бергсман Енгельбрект Енгельбректсон. Це повстання знаменує поворот в історії Швеції. Ця епоха започаткувала шведську національну самосвідомость. Ворожнеча окремих провінцій, внутрішні чвари мало-помалу зникають; виступає єдиний нероздільний шведський народ, який вів з данськими володарями безперервну боротьбу, відстоюючи то на полі битви, то на незліченних дипломатичних з'їздах свою національну державність.
Основне положення Кальмарської унії, згідно з яким король повинен був обиратися трьома народами спільно, зневажалося данцями, які самостійно обирали бажаного для них короля і потім всіма правдами і неправдами здійснювали його обрання в Норвегії та Швеції. У Швеції, на противагу данофільскій партії, утворилася національна, яка хотіла мати принаймні шведа-регента.
На чолі останньої партії стояли, здебільшого, члени двох ліній роду Стуре, що спиралися головним чином на шведських селян. Участь у політичній боротьбі розвивало народний дух, сприяло розвитку загальної культури і громадянської свідомості, повертало селянському стану відібраний в нього шляхтою статус. Селянам часто доводилося збройною боротьбою захищати свободу країни і свою власну, і селянський стан набував, таким чином, все більшого впливу на хід державних справ. Спираючись на ядро шведського народу, представники роду Стуре були некоронованими королями Швеції і змагалися з данськими королями, незважаючи на те, що сторону останніх нерідко підтримувала значна частина шведської шляхти і вищого духовенства.
У 1436 році, після вбивства Енгельбректа, шведи обрали своїм регентом Карла Кнутсона, який і правив з майже королівським повноваженнями до 1441 року, коли шведи мали визнати своїм королем Хрістофера Баварського, короля Данії. В части його була здійснена реформа законів, що стосувалися управління сільською територією держави (1442). Після смерті Хрістофора шведи обрали королем Карла Кнутсона, але проти цього повстала частина шляхти і духовенства, яка підтримувала унію, особливо могутній архієпископ Йенс Бенгтсон (Оксеншерна). В 1457 році Карл Кнутсон, програвши вирішальну битву, втік до Гданську, і данський король Кристіан I був визнаний королем Швеції.
В 1465 році шведи знову повстали, і влада знову перейшла до Карла Кнутсона, спочатку тимчасово (на один рік), а потім (з 1467 року) і остаточно. Після його смерті (через три роки) обраний був регентом його племінник Стен Стуре Старший (регент) (1470—1504), який повинен був, втім, тимчасово визнати над собою владу короля Данії Югана (1497—1500).
Після Стена Стуре Старшого регентом став Сванте Нільсон (1504—1512), а потім його син Стен Стуре Молодший (1512—1520), останній правитель Швеції династії Стуре. Стен Стуре Молодший загинув у битві з Крістіаном II, і останньому вдалося ще раз приєднати Швецію до Данії. Прагнучи зміцнити свою владу над Швецією, Крістіан II вдався до жорстоких заходів («Стокгольмська кривава баня» 8 листопада — 10 листопада 1520 року), що підняло проти себе всіх шведів.

### Правління Густава Вази

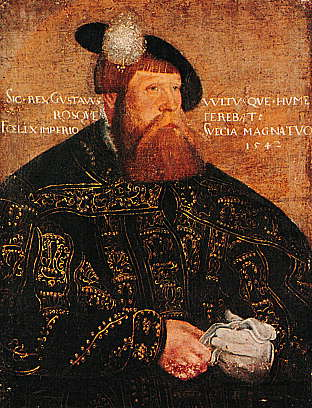
Густав Ваза.

На цей раз на чолі визвольного руху став Густав I Ваза, який походив від стародавніх шведських королів. У 1523 році він був проголошений королем Швеції. Кальмарська унія була розірвана назавжди. Коли в Європі лицарство вже знаходилося в занепаді, в Швеції воно якраз досягло розквіту і велич його ще характеризувалася тим, що лицар в Швеції йшов рука об руку з селянином, поруч з ним боровся за спільну справу — свободу Батьківщини.
До найбільш видатних особистостей цієї епохи належать Стен Стуре Молодший і його дружина Христина Гюленшерна, мужність і душевні якості якої ставили її поряд з найвидатнішими жінками, яких знає історія. Та ж епоха дала Швеції таких державних діячів і полководців, як Енгельбрект Енгельбректсона, один з найсвітліших образів в історії, і Стен Стуре Старший, майже 30-річне правління якого характеризувалося величезним прогресом духовного розвитку народу. В часи його правління, між іншим, заснований Уппсальський університет (в 1477 році) — перший університет в Швеції і на всій півночі.
Династія Вазів, що відкрила для Швеції нову еру, належить до найбільш обдарованих і прославлених у всесвітній історії. Засновник династії, Густав Ваза, знову об'єднав і зміцнив шведський народ, який майже розпався і був під загрозою знищення, звільнив його і від політичної залежності (від Данії), і від економічної (від Ганзи), і від церковної (від папства), ввівши Реформацію. Залишки воєнного стану, що тривали для Швеції близько ста років, були майже стерті мирною і мудрою політикою Густава, завдяки якій Швеція вперше зайняла місце повноправного члена в родині європейських держав.
Сама особистість короля вселяла до нього повагу і шану; незважаючи на гарячу вдачу і надто патріархальний спосіб правління, «старий король Геста» живе в пам'яті народній, як ідеал шведського короля.

### Перемога Реформації у Швеції
Зробивши королівську владу спадковою в своєму роді і давши Швеції міцну династію,Густав Ваза, однак, не уникнув звичайної в ті часи помилки, визнавши право молодших братів короля на участь в батьківській спадщині, що повело за собою роздроблення держави і нові криваві чвари між його нащадками. Успадкувавши батьківську корону Старший син Густава, Ерік, недовго всидів на троні (1560—1568), невдовзі був скинутий братами. Неспокійно було і правління наступного брата Югана III (1568—1592), в правління якого знову почало активізовуватися католицтво.
Син і спадкоємець Югана III, Сигізмунд III, обраний ще за життя батька (1587) королем польським, був ревний католик, і всі симпатії шведів швидко перейшли на бік його дядька і суперника, молодшого сина Густава, якому і судилося знову об'єднати державу і зміцнити королівську владу. В 1599 році він скинув Сигізмунда і став спочатку регентом, а потім і королем, під ім'ям Карла IX. При ньому Швеція знову знайшла правителя, що нагадував кращих з роду Стуре і, подібно до них, товариша простого народу.
Ще як регент, Карл IX сприяв остаточній перемозі Реформації (церковний собор в Упсалі 1593 року). В часи правління сина Карла IX, Густава II Адольфа, який став новатором і реформатором в багатьох галузях, було покладено край роздробленню держави між спадкоємцями короля. Вже з початку другої половини XVI ст. Швеція знову стала на шлях завоювань по той бік Балтійського моря.
Зовнішньою причиною послужив розпад Лівонського ордену, через спадщину якого і зав'язалася боротьба між сусідніми державами. Метою боротьби було все те ж історичне прагнення до панування над Балтійським морем. Боротьба ця спочатку довела Швецію до вершини могутності, а потім до краю загибелі. Для Швеції в ті часи володіння Балтійським морем було життєвим питанням, внаслідок відсутності хороших сухопутних сполучень; шлях від Стокгольма до Риги по морю був незрівнянно доступніше і зручніше, ніж, наприклад, шлях зі Смоланда в західний Готаланд.
Природно, що центр Швеції більше тяжів до забалтійських володінь, ніж до віддалених володінь на Скандинавському півострові, і що Швеція, заради зміцнення за собою Естляндії, відмовилася на користь Данії від Готланда (1570) і від домагань на Сконе, Готаланд Блекінге. Реформація, що стала самою великою справою даної епохи, принесла свої результати лише в наступному столітті. З поборників реформації найбільш видатним був Олаус Петрі, за яким великі заслуги як в цій області, так і в галузі літератури. До діячів цієї епохи відносяться ще два найбільших морських герої Швеції — Якоб Багге і Клас Горн.
Шведські Історики вважають початок епохи великодержавної політичної величі Швеції від вступу на престол Густава II Адольфа (1611), хоча власне вона починається з участі Густава II Адольфа в 30-річній війні (1630). Ця епоха охоплює майже все XVII ст. і правління наступних королів: Густава II Адольфа (1611—1632), Христини (1632-54), Карла Х Густава (1654—1660), Карла XI (1660—1697) і Карла XII (1697—1718). Якщо додати до цього ще попередника Густава-Адольфа, Карла IX, то у всесвітній історії рідко можна зустріти такий ряд видатних правителів.
Лише період регентства під час малолітства Карла XI (1660—1672) справляє враження чогось незначного. Він вдало закінчив розпочату його батьком і спочатку невдалу для Швеції війну з Польщею, Московією і Данією, а подвигами своїми в Тридцятирічній війні поклав початок небувалому возвеличенню Швеції. Участь Густава II Адольфа в Тридцятилітній війні було в однаковій мірі актом політичної оборони проти честолюбних прагнень Габсбурзької династії, і симпатії до німецьких одновірців. Перемога під Брейтенфельді (Лейпцигом) відразу возвеличила Швецію.
Зі смертю Густава-Адольфа (в битві під Лютценом, 1632) постала загроза величі Швеції, але державний розум і здібності Акселя Оксеншерни (який керував країною під час малолітства Христини) і блискучі військові подвиги шведських полководців не тільки відновили її, а й забезпечили за Швецією ще більш видатну роль в Європі. Після закінчення війни (1648) Швеція панувала над гирлами всіх річок Німеччини і над більшою частиною узбережжя Балтійського моря. За Бремсебруським миром, після здобутої Торстенсон перемоги над данцями, Швеція отримала Ємтланд, Гер'єдален, Готланд і Эзель, залишила за собою на 30 років Готаланд.

## Шведська імперія (1648—1721)

Утворення Шведської імперії, 1560—1660

За Вестфальським миром Швеції дісталися німецькі герцогства Бремен і Верден, вся східна і частина західної Померанії (Шведська Померанія) і Вісмар. В 1654 році у королева Христина нездатна була боротися з внутрішніми труднощами, відмовилася від корони на користь свого двоюрідного брата, який і вступив на шведський престол під ім'ям Карл X Густав.
За часи його правління політична могутність і територіальні надбання Швеції досягли свого зеніту. За Роскілльським миром відійшли від Данії до Швеції Тронгейм, Борнгольм, Блекинге, Сконе , Галланд і Богуслен. Через 2 роки Тронгейм і Борнгольм повернули Данії, але зате Швеція отримала з Польщею всю Ліфляндію.

## Швеція в 1721—1814
Смерть Карла XII була сигналом до корінної зміни шведського державного ладу. Страх перед крайнощами самодержавства, що вивів надовго країну з мирного життя, був настільки глибоким і загальним, що Швеція здійснила наступні дії: риксдагу була привласнена не тільки вся законодавча влада, а й значна частина виконавчої. Склад риксдагу залишився колишнім, тобто в нього входили представники всіх чотирьох станів: дворянства, духовенства, бюргерів і селян.

## Хронологія

### Стародавній період
І ст. — на території країни жили племена свеїв і гетів. Раннє культурне життя країни і досі яскраво представлене малюнками на скелях, які збереглися у багатьох частинах Швеції. Перші з відомих торговельних постів були засновані у Меларенській долині, де також були зведені перші пам'ятки з рунічними (стародавніми скандинавськими) написами.

### Середньовіччя
- VIII—XI ст. — період вікінгів — скандинавських дружин, що робили спустошливі набіги на країни Європи. Ера вікінгів почалася на початку ІХ століття. Численні сховища римських, візантійських та арабських монет свідчать про багатство і могутність, яких досягли шведські вікінги протягом наступного століття. Здебільшого вікінги подорожували на схід, залишаючи за собою сліди в Русі, а також торгуючи (і грабуючи) візантійські території. Поганські боги та королі володарювали над місцевим населенням, яке було похрещене лише у Х ст.
- X століття — виникнення королівства свеїв.
- початок XI століття — об'єднання королівств Свеаланд та Гетеланд
- 1240  — поразка шведів у Невській битві (Олександр Невський) поклала межу їхньому просуванню на схід.
- 1250—1363 — династія Фолькунгів створила централізовану державу.
- XI ст. — завершився процес завоювання Фінляндії.
- 1323 — Орехівський мир з Новгородом установив кордон між Швецією і Новгородською Республікою.
- 1397 — Кальмарська унія з Данією і Норвегією при гегемонії данців.
- 1426—1432 — війна з Ганзою.
- 1471 — Швеція досягла внутрішньої автономії від Данії.

- 1521 — повстання шведів проти данського панування під керівництвом Густава Ериксона.
- 1523 — Густав Еріксон обраний королем Швеції (Густав І Ваза). Розрив унії з Данією. Після сходження на престол Густав розпочав релігійну реформу і започаткував міцну централізовану державу.
- 1560-ті — шведи опанували м. Ревель (сучасний Таллінн).
- 1610—1612 — шведські війська взяли участь у польській інтервенції в Московію.
- 1629 — шведи зайняли територію Ліфляндії.
- 1636 — Аксель Оксеншерна створив Королівське поштове управління.
- 1648 — до складу Швеції увійшли землі Північної Німеччини.
- 1660 — повне вигнання данців зі Скандинавського півострова. У XVII столітті Швеція стала великою державою серед європейських країн з домініонами, які простягалися вздовж балтійського узбережжя і охоплювали Фінляндію, балтійські держави, а також великі території у Норвегії, Московії, Україні, Польщі та Німеччині.

### Новий час

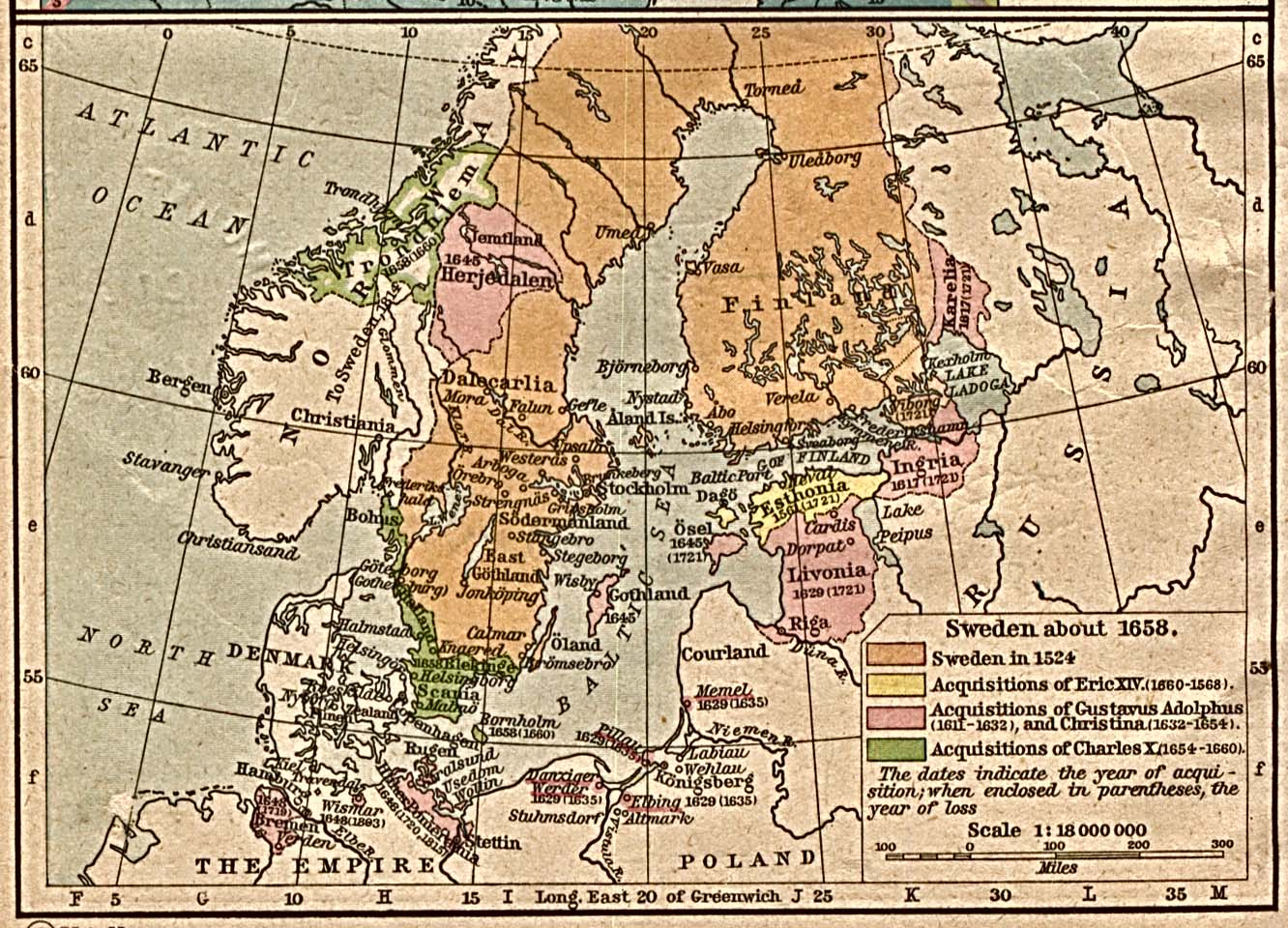
Швеція наприкінці XVII ст.

- 1706 — вторгнення шведів у Московію. 8 липня 1709 — велика поразка військ Карла XII під Полтавою.
- 1719 — після смерті Карла XII в країні відбувається революція, що обмежує абсолютну владу монарха і започатковує Еру свобод.
- 1721 — у результаті Північної війни втрачені території в Балтії, Карелії (м. Виборг).
- 1743 — до Росії відійшла південно-східна частина Фінляндії.
- 1772 — державний переворот, влаштований королем Густавом III, і встановлення режиму освіченого абсолютизму
- 1808—1809 — російсько-шведська війна і втрата всієї Фінляндії.
- 1809 — нова революція. Необмежена влада, яку зосередив монарх, скасована. Ухвалено Конституцію, яка розподілила законодавчу владу між королем та Риксдагом (парламентом), та запровадила посаду омбудсмена — уповноваженого з прав людини, з'явилася як засіб для обмеження влади державної бюрократії.
- 1810 — на шведський престол обраний французький маршал Бернадот.
- 1814 — Швеція одержала Норвегію. Швеція востаннє брала участь у воєнних діях.
- 1815 — шведи поступилися Пруссії Померанією.
- 1834 — декларація про постійний збройний нейтралітет Швеції.

## Демократичний період

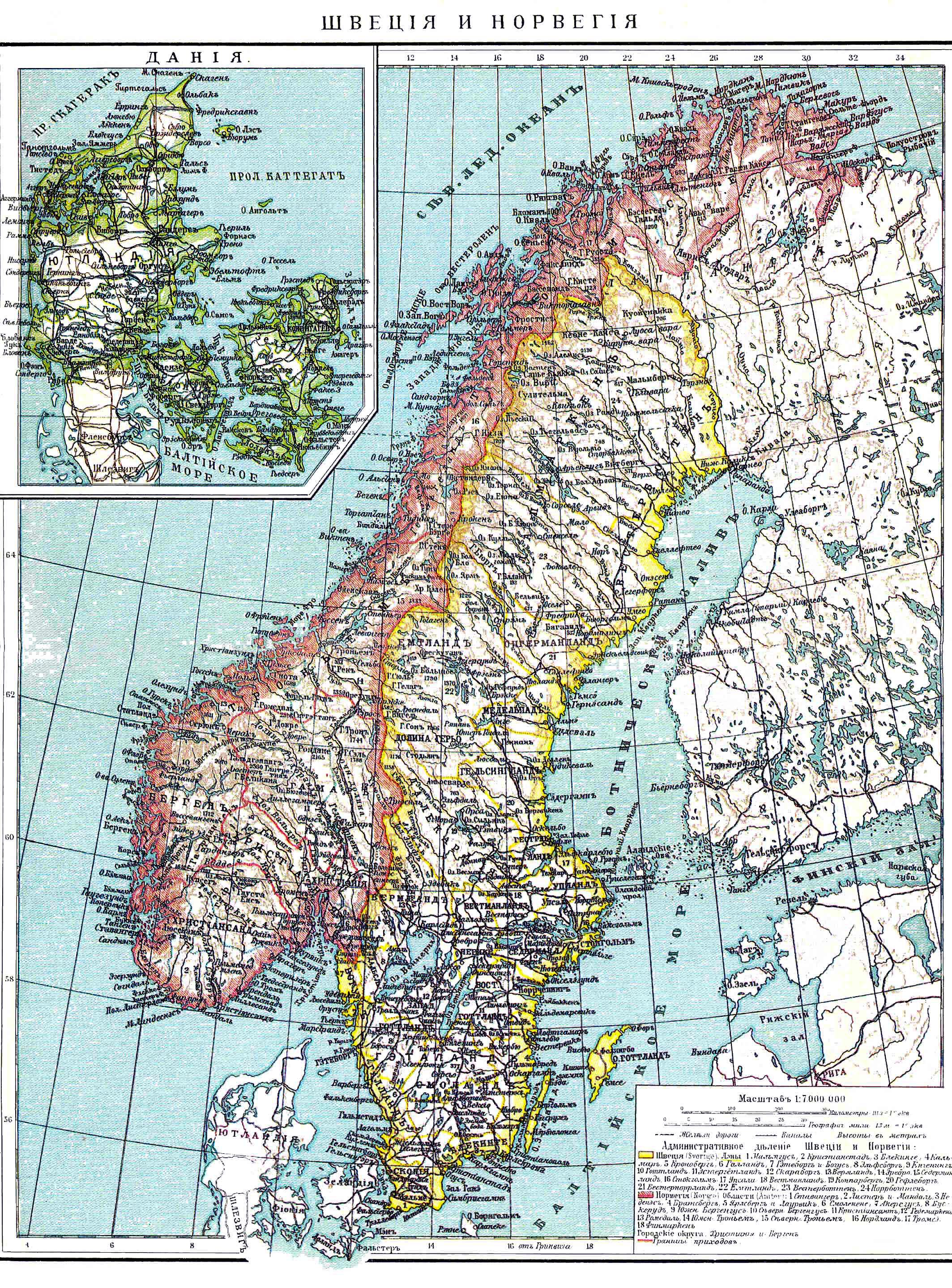
Швеція в 1900 році

- 1905 — мирне розірвання унії з Норвегією.
- 1914 — оголошений нейтралітет у І світовій війні.
- 1939 — Швеція оголосила про нейтралітет у ІІ світовій війні.
- 1948 — приєднання до «плану Маршалла» — одержання американської допомоги.
- 1991 — до влади прийшла коаліція Помірної (консервативної) партії.
- 1995 — вступ Швеції до ЄС. Шведська економічна формула капіталістичної системи, яка була успішною протягом багатьох десятиліть і завдяки якій істотно поліпшився добробут населення, останнім часом була підірвана високим рівнем безробіття, зростанням витрат на проживання і послабленням позиції країни на світових ринках. Вагання щодо ролі країни в політичній та економічній інтеграції Європи призвели до того, що Швеція приєдналася до ЄС лише у 1995 році і відмовилася від введення євро у 1999 році.